# USS Bold (AMc-67)
USS Bold (AMc-67) – trałowiec typu Accentor. Pełnił służbę w United States Navy w czasie II wojny światowej.
Jego stępkę położono 27 sierpnia 1941 w Bristol Yacht Building Co. Zwodowano go 2 kwietnia 1942. Dostarczony Marynarce 18 maja 1942 i wyposażany w Boston Navy Yard. Wszedł do służby 27 maja 1942.
W czasie wojny pełnił służbę na Atlantyku w pobliżu wschodniego wybrzeża USA.
Wycofany ze służby 27 grudnia 1945. Skreślony z listy jednostek floty 21 stycznia 1946. Przekazany Maritime Commission 22 lipca 1946.